# Chiesa dei Santi Eleucadio e Valentino Martiri
La chiesa dei Santi Eleucadio e Valentino Martiri,  anche nota in tempi recenti come santuario del Beato Rolando Rivi, è la parrocchiale patronale di San Valentino, frazione del comune italiano di Castellarano in provincia di Reggio Emilia. Appartiene al vicariato della Valle del Secchia nella diocesi di Reggio Emilia-Guastalla. Il primo luogo di culto risale al VII secolo e venne ricostruito successivamente.

## Storia

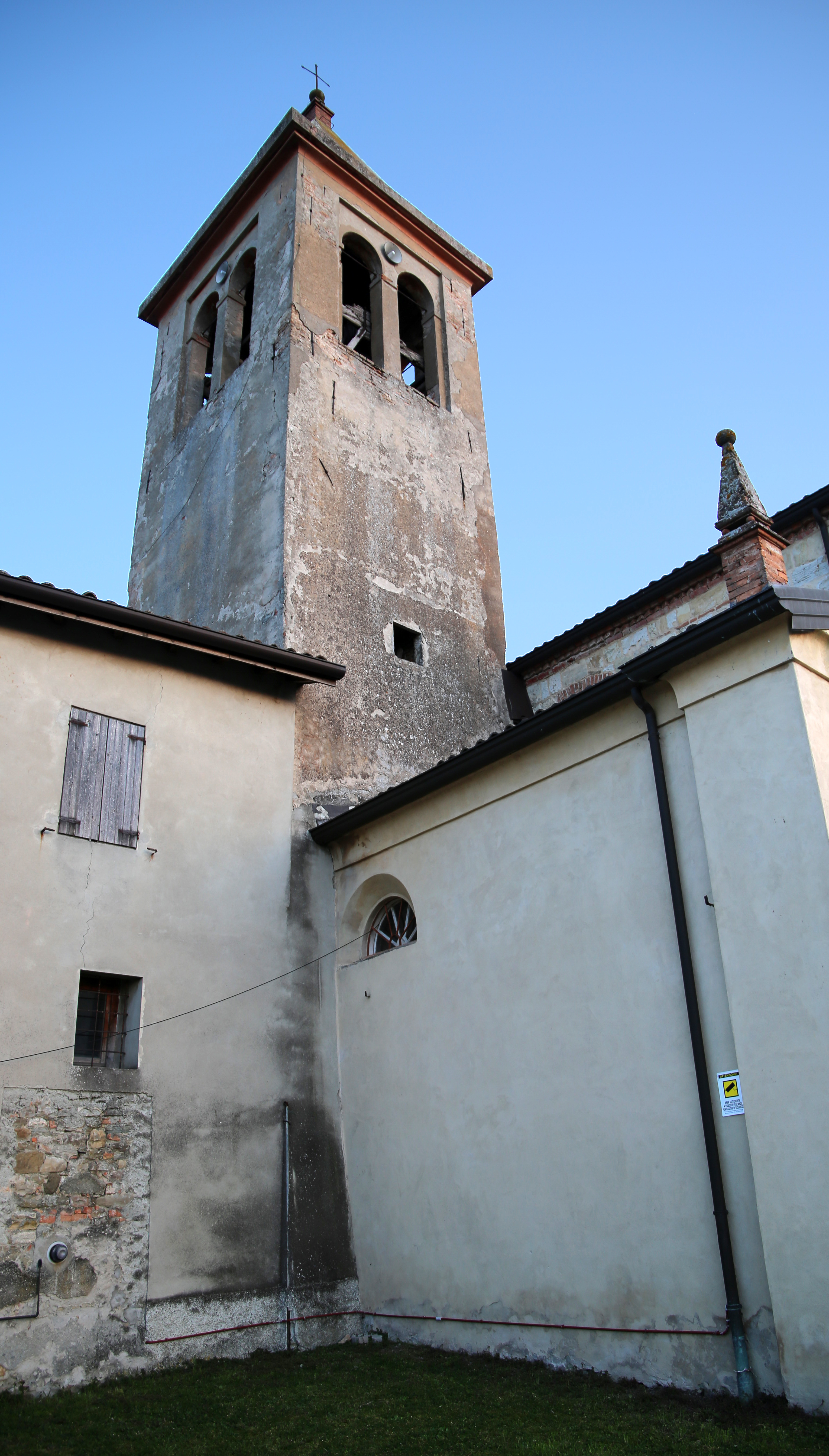
Torre campanaria che si alza in posizione arretrata, sulla sinistra, dal corpo della chiesa

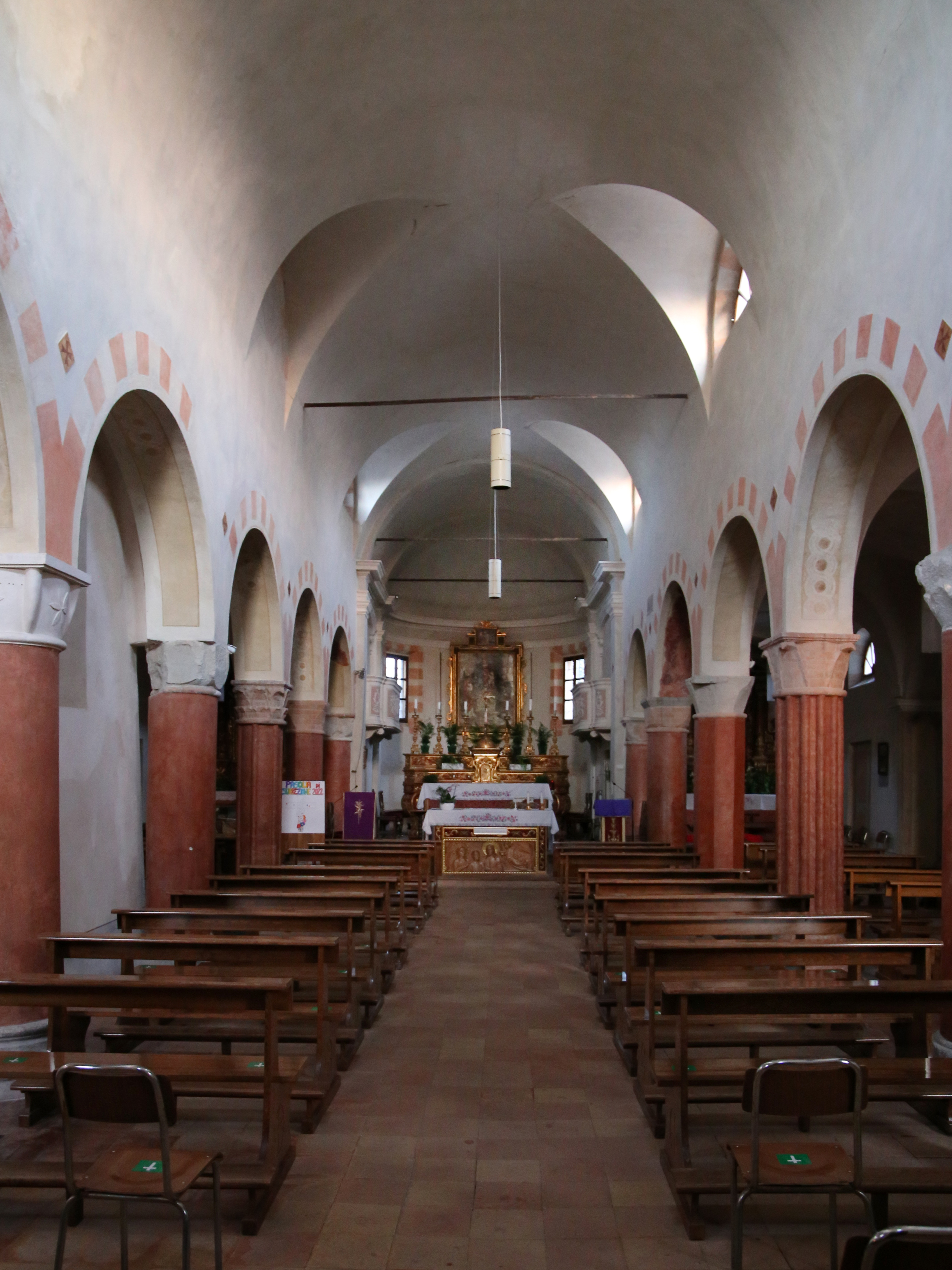
Interno con navata centrale della chiesa

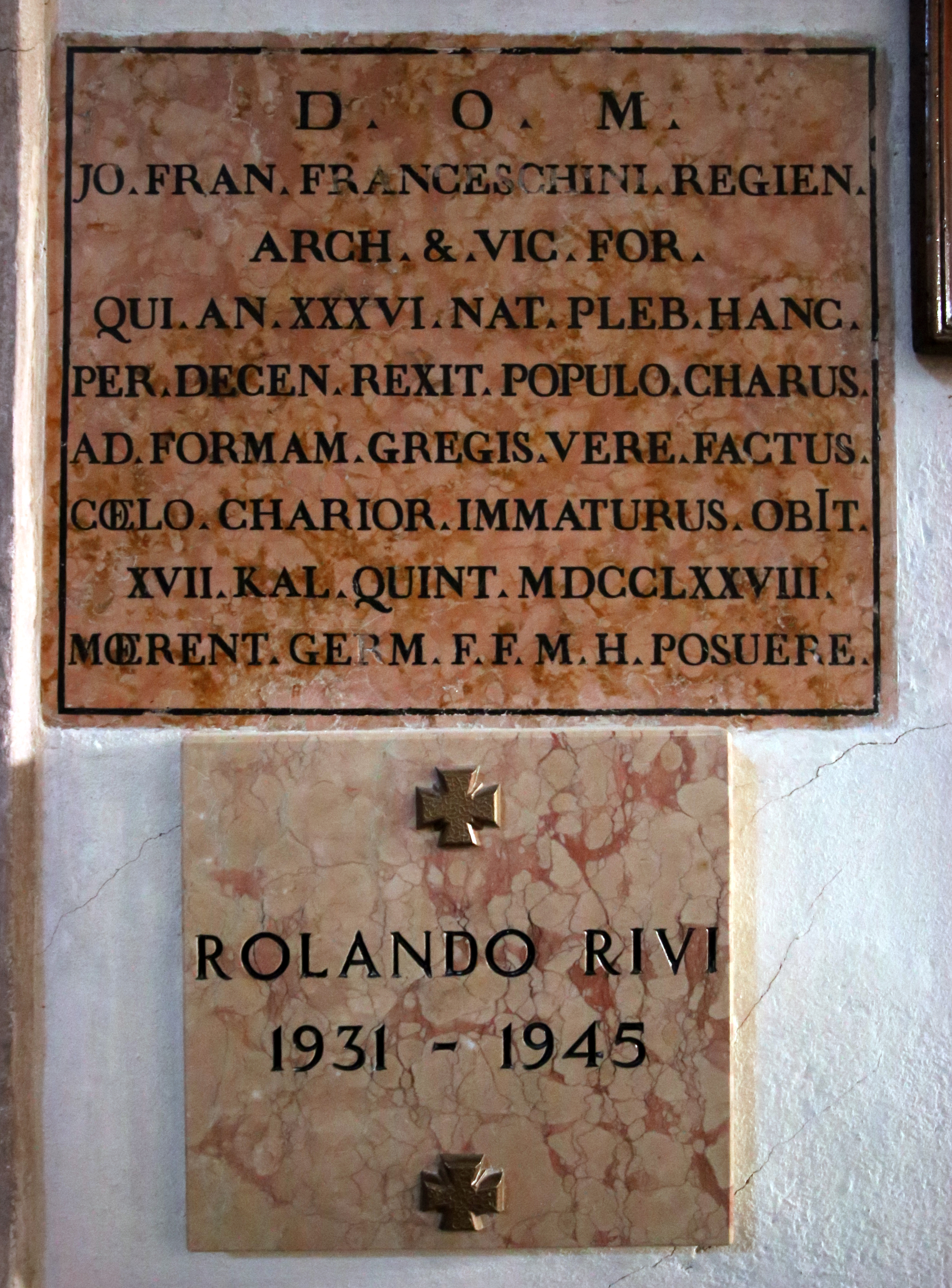
Lapide del XVIII secolo e lapide del beato Rolando Rivi

La pieve con dedicazione a San Eleucadio è tra le più antiche della diocesi e viene citata la prima volta nell'anno 960 nei privilegi dell'imperatore Ottone II di Sassonia. La dedicazione iniziale per il santo ravennate, terzo vescovo di Ravenna, rende molto probabile la costruzione della chiesa in stile romanico attorno al VII secolo e a conferma il modello utilizzato per la sua erezione è quello della pieve di San Vitale a Carpineti, primo edificio religioso romanico in provincia di Reggio Emilia. Venne consacrata dal vescovo Alberio nel 1160. All'inizio del XV secolo venne modificata con vari interventi e la visita pastorale del vicario generale Marco Vergnanini ne prese atto. Nel 1626 alla dedicazione originale si aggiunse quella per San Valentino, presbitero romano martirizzato nel 270, e poco alla volta venne in uso indicare la chiesa con questo secondo nome. Durante la visita pastorale del vescovo Marliani, effettuata nel 1664, venne descritta come dotata di tre navate, cinque altari, campanile, sagrestia, portico interno e canonica e poco più di dieci anni più tardi la navata centrale venne allungata. Negli ultimi anni del XX secolo è stato necessario iniziare a procedere con un intervento di adeguamento strutturale per problemi di staticità che si è concluso nel 2010.

## Origine del nome
La chiesa venne indicata in origine come pieve di San Eleucadio e consacrata al santo, morto nel III secolo, terzo vescovo di Ravenna.
Divenne chiesa o pieve di San Valentino a partire dal XVII secolo, quando alla prima dedicazione venne aggiunto il nome del martire ucciso a Roma nel 270. Dal 1997, da quando nella sala sono conservate le spoglie e le reliquie del beato Rolando Rivi, viene indicata anche col nome di santuario del Beato Rolando Rivi. Altri nomi in uso sono: chiesa parrocchiale di San Valentino, chiesa dei Santi Eleucadio e Valentino Martini, pieve di San Valentino e chiesa di San Valentino.

## Descrizione

### Esterni
La chiesa si trova a San Valentino, frazione di Castellarano in provincia di Reggio Emilia e si presenta con orientamento tradizionale verso est. La facciata è di tipo basilicale e decorata con guglie. Il portale di accesso posto al centro è sormontato in asse dalla finestra che porta luce alla sala. Ai lati si trovano due rosoni. La torre campanaria si alza in posizione arretrata sulla sinistra, dalla navata. La copertura del tetto è in coppi di laterizio.

### Interni
La sala si compone di tre navate. La pala dell'altare maggiore raffigura la Madonna, il Bambino e i santi Eleucadio e Stefano protomartire, opera di Benvenuto Tisi da Garofalo. A cocluedere le altre due navate vi sono gli altari dedicati alla Madonna del Carmine e ai Santi Valentino e Antonio da Padova. Il fonte battesimale risale al 1842 ed è stato realizzato da Lazzaro Tondelli. Il corpo del beato Rolando Rivi è sepolto sotto l'altare maggiore. I necessari interventi per l'adeguamento liturgico dettati dal Concilio Vaticano II sono stati ultimati nel 1975.